# Dirck de Quade van Ravesteyn
Dirck (též Dirk) de Quade van Ravesteyn (mezi 1565–1570 Haag? – 1620 Praha nebo Nizozemsko) byl malířem pocházejícím ze severního Nizozemí a působícím od roku 1589 jako portrétista na dvoře císaře Rudolfa II. v Praze.

## Životopisná data
Dirck de Quade van Ravesteyn se narodil v haagské umělecké rodině. Do služeb císaře Rudolfa II. byl přijat v červnu 1589 jako portrétista, i když v současnosti není znám žádný jím namalovaný portrét. Ač byl až donedávna málo známým malířem, ve své době patřil k uznávaným umělcům. Na základě jediného obrazu s malířovou signaturou a van Ravesteynem signovanou kresbou Kupido pronásledovaný rojem včel a hledající úkryt u Venuše (dnes ve sbírkách Szépmüvészeti Múzeum, Budapešť) však mu můžeme připsat poměrně početné dílo zahrnující alegorickou i mytologickou malbu a práce s náboženskou tematikou. Za své práce byl asi dobře placen, neboť v roce 1598 je doloženo, že vlastnil dům na Malé Straně v Praze a dokonce půjčoval větší peněžní částky jiným lidem, především umělcům. Není také pochyb, že Dirck van Ravesteyn se po roce 1600 podílel na vyobrazení přírodnin, které se nacházely v císařově „kunstkomoře“. Vznikl tak jakýsi „bestiář“, sloužící jako malovaný inventář zoologických sbírek Rudolfa II.. V roce 1608 však končí zprávy o malířově pobytu v Praze a tak s jistotou nevíme, zda zemřel nebo se vrátil do Holandska. Umělečtí historici však nevylučují, že po smrti Rudolfa II. (1612) vstoupil do služeb jeho bratra císaře Matyáše, což naznačuje zpráva z roku 1619.

## Umělecká tvorba
Pravděpodobně byl vyškolen ve figurální malbě v dílně některého z žáků vlámského malíře Franse Florise de Vriendt (1517–1570). Po příchodu do Prahy byl ovlivněn tvorbou malířů rudolfínského dvora. Jako dvorní malíř císaře Rudolfa II. měl přístup do uměleckých sbírek na Pražském hradě, což mu umožnilo, aby některé detaily z obrazů jiných malířů mohl zavzít do svých obrazových kompozic. Část z nich Ravesteyn pak opakoval jen s malými obměnami v obrazech určených i pro zájemce mimo císařský dvůr.

### Náboženské a mytologické obrazy

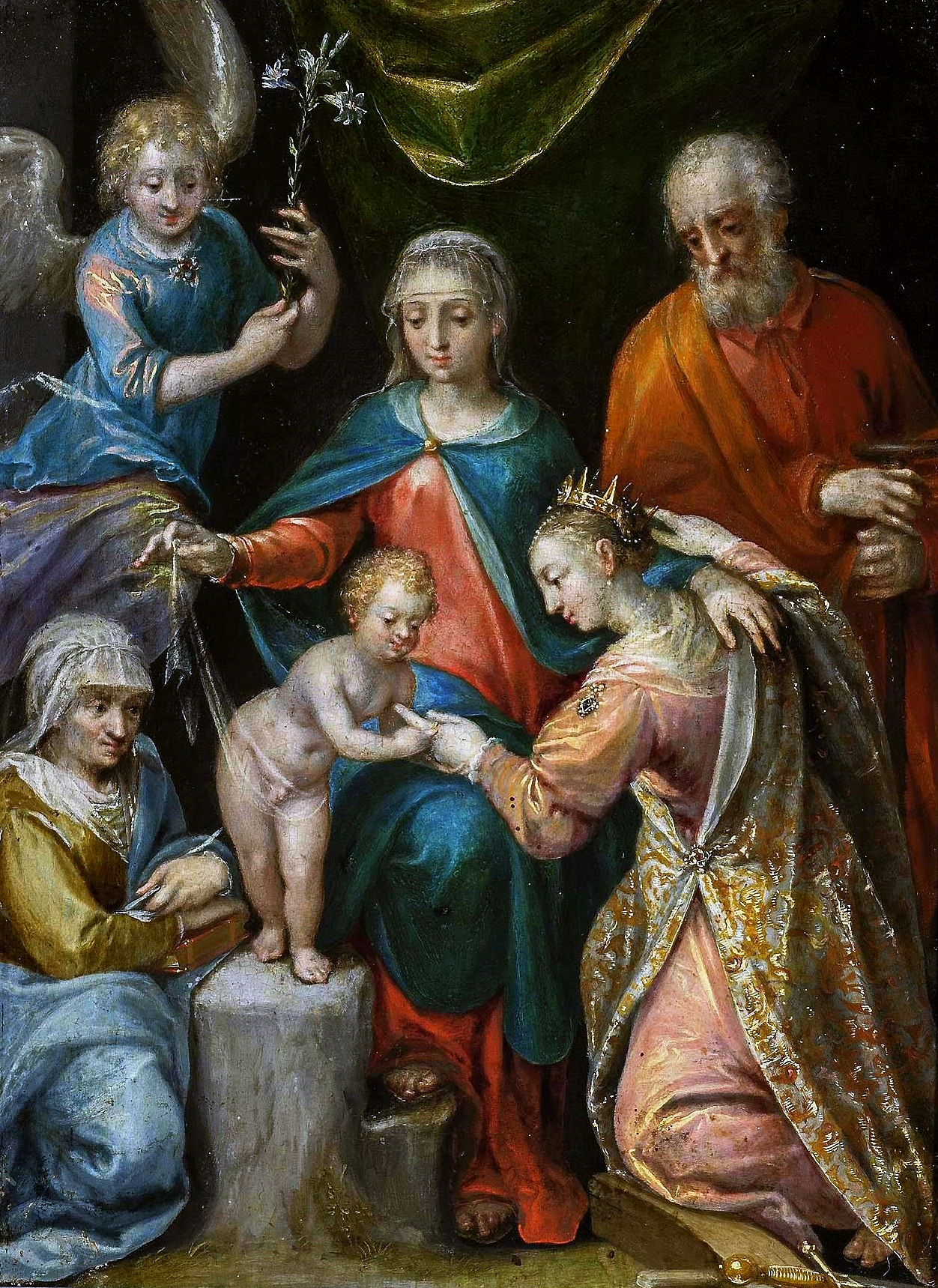
Dirck van Ravesteyn, Mystická svatba sv. Kateřiny (Národní museum, Waršava)

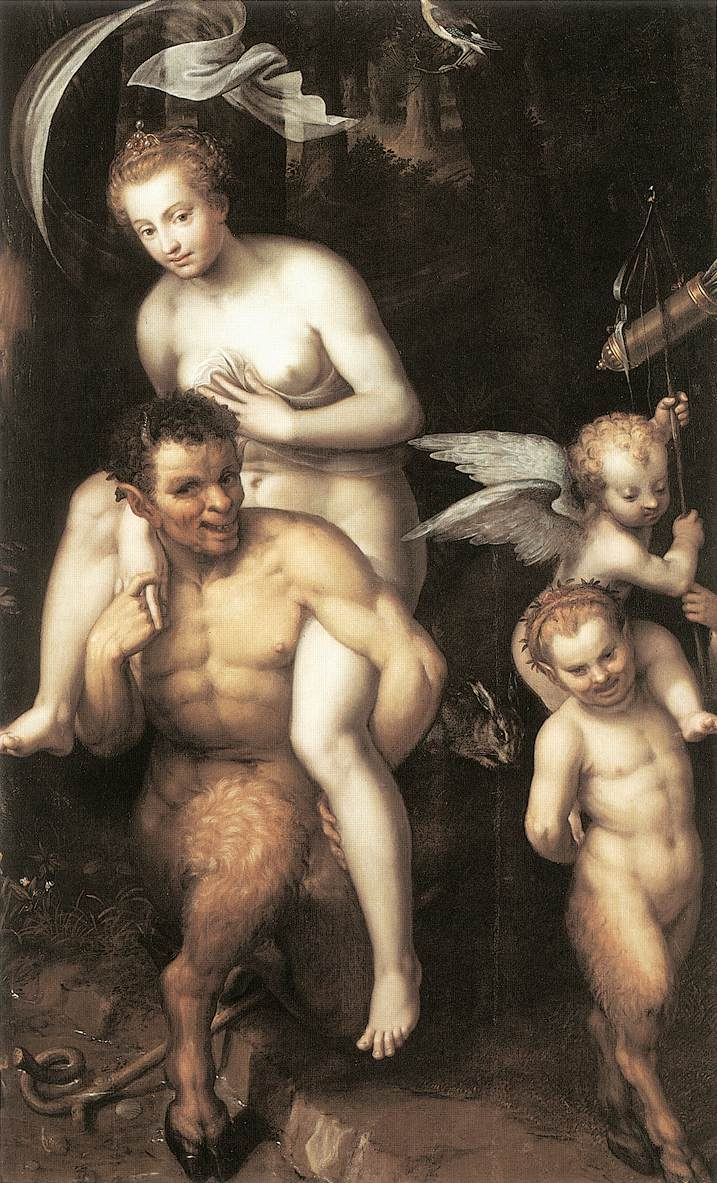
Dirck van Ravesteyn, Venuše jedoucí na satyrovi (Museum krásných umění, Brusel)

Přebírání detailů z obrazů jiných malířů dokládá obraz Sv. Veronika s anděly nesoucími nástroje Kristova umučení, který má ještě vlámskou kompozici i barevnost. Po příchodu do Prahy se jeho malba začíná proměňovat pod vlivem malířů císařského dvora. Jeho obrazy však až do roku 1600 vykazují zbytky vlámského vlivu patrné v obrazech Alegorie plodnosti (1593) nebo Mystická svatba sv. Kateřiny (1600). První z nich je považován za předchůdce dalšího obrazu, dnes v soukromé sbírce, s názvem Madona s dítětem a s muzicírujícími anděly, namalovaný pravděpodobně mezi léty 1606-1608. Obraz patří k nejlepším van Ravesteynovým dílům. V tomto případě čerpal poučení z Dürerova obrazu Růžencová slavnost přeneseného z Benátek do císařových hradních sbírek v roce 1606. Dokládá to postava anděla hrajícího na loutnu, která se shoduje s obdobnou postavou na Dürerově Růžencové slavnosti. Také andílka nadzvedávajícího závěs převzal z obrazu Bartholomea Sprangera. Dnes je asi za nejznámější van Ravesteynův obraz považována Alegorie vlády Rudolfa II. pocházející z roku 1603. Obraz se nachází ve sbírkách Kláštera premonstrátů na pražském Strahově. Oba posledně jmenované obrazy, spolu s bruselským obrazem Venuše jedoucí na satyrovi, patří k nejkvalitnějším umělcovým dílům.

### Figurální stafáž v obrazech jiných autorů

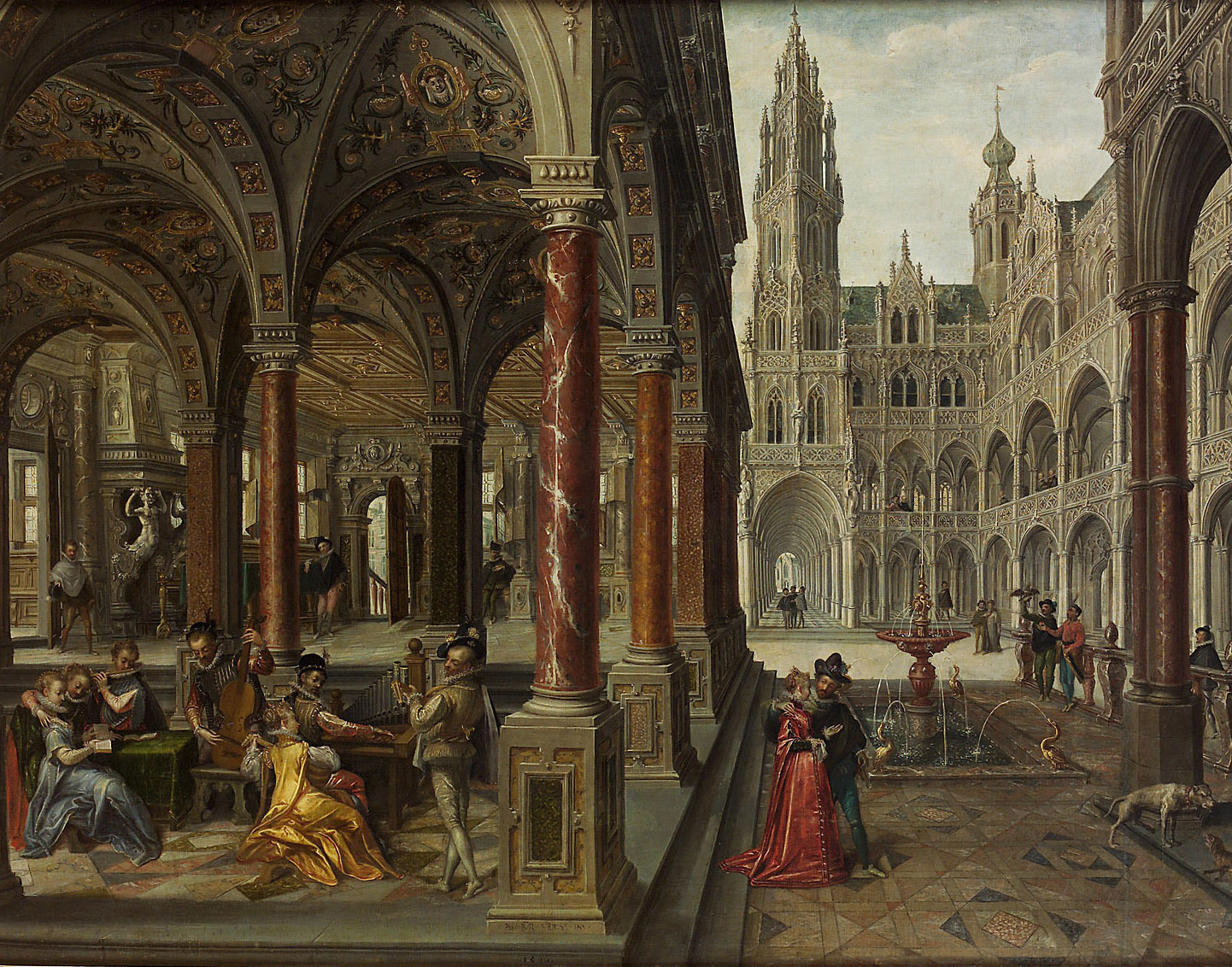
Hans a Paul Vredeman de Vries, stafáž: Dirck de Quade van Ravesteyn, Palácová architektura s hudebníky (Kunsthistorisches Museum, Vídeň)

V roce 1596 přišli do Prahy dva „potulní“ vlámští malíři, kreslíři a návrháři – Hans Vredeman de Vries (1526?–1606) a jeho syn Paul (1567? – po 1630). Ti prošli Evropou od Liège přes Hamburg a Gdaňsk až po Prahu, ve které pobyli 3 roky. Ve svých obrazech znázorňovali fantaskní historickou architekturu, jak to dokládají jejich díla vystavená ve vídeňském Kunsthistorisches Museum nebo v bratislavské Národní galerii. Do jejich obrazů Dirck de Quade van Ravesteyn domalovával postavy a zvířecí motivy. Jinak však díla obou Vredemanů nezanechala výraznější stopu v tvorbě rudolfínských malířů.

### Přírodniny pro Bestiář císaře Rudolfa II.
Císař Rudolf II. obdivoval zobrazení přírodních detailů v akvarelech Albrechta Dürera (1471–1528), které kupoval do svých sbírek, nebo v kompendiu Čtyři živly Jorise Hoefnagela (1542–1600), které lze pokládat za autorův příspěvek pro oblast rudolfínské malby přírody. Nepřekvapí proto, že později císař nechal vyhotovit velké kompendium přírodovědných vyobrazení nazvané Muzeum Rudolfa II., které představovalo svět přírody v rozsahu, v jakém byl zastoupen v císařových sbírkách. Muzeum jako rozsáhlý „bestiář“ tvoří dva svazky o celkovém počtu 179 listů. První zahrnuje vyobrazení savců, ptáků, ještěrů, ryb a dalších živočichů, druhý svazek pak ptáky a některé druhy hmyzu. Na jednotlivých kresbách se vedle Jacoba Hoefnagela (1575–1630), Daniela Fröschla (1563–1613) nebo Roelandta Saveryho (1576?–1639) podílel i Dirck de Quade van Ravesteyn. Pro Ravesteynova vyobrazení savců, ptáků a různých druhů hmyzu je typické, že je namaloval olejovými barvami na pergamen.

## Umělecko-historický význam Ravesteynova díla
Figurální malba Dircka de Quade van Ravesteyna sice nepatří k vrcholům rudolfínského malířství, ale patrná snaha po barevnosti a eleganci či bohatosti obrazové kompozice mu zajišťovala překvapivě velkou dobovou oblíbenost. Jeho ilustrace pro Muzeum Rudolfa II. však vzbuzují uznání i u současných historiků umění.